# Sławomir Golemiec

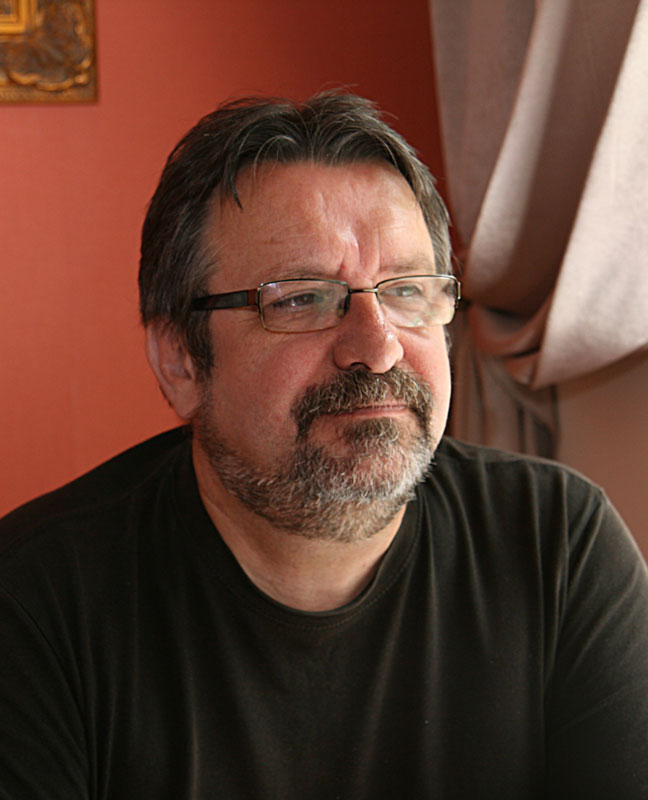
Sławomir Golemiec (Kielce, 2012)

Sławomir Golemiec (ur. 22 grudnia 1955 w Skarżysku-Kamiennej) – malarz, grafik, portrecista. Autor plakatów i ilustracji książkowych, rysunków satyrycznych.
Od 1966 roku mieszka w Kielcach (z wyjątkiem lat 1997–2006, kiedy to malował w Niemczech, głównie w Spirze, Nadrenia-Palatynat).
Współpracuje z wieloma kieleckimi instytucjami kultury min.: Teatrem im. S. Żeromskiego, KCK, WDK, Muzeum Historii Kielc.
W roku 2008 otrzymał Nagrodę Miasta Kielce.
W lipcu 2012 otworzył Fabrykę Portretu i Karykatury – ogólnodostępne studio malarskie.